# Syed Rahim Nabi
Syed Rahim Nabi (en bengalí: সৈয়দ রহিম নবী; Bengala Occidental. India; 14 de diciembre de 1985) es un exfutbolista de la India que jugaba en las posiciones de defensa y extremo.

## Carrera

### Club
| Periodo   | Club                             | Apariciones | Goles |
| --------- | -------------------------------- | ----------- | ----- |
| 2002-2004 | Mohammedan SC Kolkata            | 31          | 11    |
| 2004–2011 | East Bengal                      | 113         | 23    |
| 2011–2014 | Mohun Bagan AC                   | 46          | 4     |
| 2013–2014 | → Mohammedan SC Kolkata (cedido) | 11          | 0     |
| 2014      | → Mumbai City FC (cedido)        | 8           | 1     |
| 2014–2015 | Bharat FC                        | 17          | 0     |
| 2015      | → Atlético de Kolkata (cedido)   | 2           | 0     |
| 2015–2016 | Mumbai FC                        | 2           | 0     |
| 2016–2019 | Peerless SC                      | 25          | 3     |

### Selección nacional
Jugó para India en 64 ocasiones de 2004 a 2013 y anotó siete goles; ganó dos ediciones del Campeonato de la SAFFy la Copa Desafío de la AFC 2008, además de participar en los Juegos Asiáticos de 2006 y la Copa Asiática 2011.

## Logros

### Club
- Liga Nacional de India: 2002-03, 2003-04
- Super Copa India: 2011
- Copa Federación de la India: 2009, 2009-10
- Copa Durand: 2004

### Selección nacional
- AFC Challenge Cup: 2008
- SAFF Championship: 2005, 2011
- Copa Nehru: 2007, 2009, 2012

### Individual
- Futbolista Hindú del Año: 2012[2]

## Estadísticas

### Goles con selección nacional
| #  | Fecha      | Sede                                     | Rival     | Marcador | Resultado | Torneo                     |
| -- | ---------- | ---------------------------------------- | --------- | -------- | --------- | -------------------------- |
| 1. | 18-2-2006  | Mong Kok Stadium, Hong Kong              | Hong Kong | 2–2      | 2–2       | Amistoso                   |
| 2. | 13-11-2011 | Indira Gandhi Athletic Stadium, Guwahati | Malasia   | 1–1      | 1–1       | Amistoso                   |
| 3. | 5-12-2011  | Jawaharlal Nehru Stadium, New Delhi      | Bután     | 1–0      | 5–0       | Campeonato de la SAFF 2011 |
| 4. | 9-12-2011  | Jawaharlal Nehru Stadium, New Delhi      | Maldivas  | 1–0      | 3–1       | 2011 SAFF Championship     |
| 5. | 25-8-2012  | Jawaharlal Nehru Stadium, New Delhi      | Maldivas  | 2–0      | 3–0       | 2012 Nehru Cup             |
| 6. | 6-2-2013   | Jawaharlal Nehru Stadium, Kochi          | Palestina | 2–1      | 2–4       | Amistoso                   |
| 7. | 5-9-2013   | Dasarath Rangasala Stadium, Katmandú     | Nepal     | 2–1      | 2–1       | Campeonato de la SAFF 2013 |